# Giovani Calciatori Vigevanesi 1932-1933
Questa pagina raccoglie i dati riguardanti la Giovani Calciatori Vigevanesi nelle competizioni ufficiali della stagione 1932-1933.

## Rosa
| N. |                   | Ruolo | Calciatore          |
| -- | ----------------- | ----- | ------------------- |
|    | Italia (bandiera) | A     | Piero Antona        |
|    | Italia (bandiera) | D     | Antonio Bernacchi   |
|    | Italia (bandiera) | C     | Corrado Biasotto    |
|    | Italia (bandiera) | A     | Vittorio Bonello    |
|    | Italia (bandiera) | D     | Ugo Bonzano         |
|    | Italia (bandiera) | D     | Luigi Brunella      |
|    | Italia (bandiera) | C     | Pietro Buscaglia    |
|    | Italia (bandiera) | P     | Giuseppe Carmignato |
|    | Italia (bandiera) | C     | Mario Cavigliani    |
|    | Italia (bandiera) | C     | Piero Colli         |
|    | Italia (bandiera) | D     | Bruno Colombo       |
|    | Italia (bandiera) |       | Giuseppe Ferraris   |

| N. |                   | Ruolo | Calciatore        |
| -- | ----------------- | ----- | ----------------- |
|    | Italia (bandiera) | A     | Arrigo Fibbi      |
|    | Italia (bandiera) | C     | Giacometti        |
|    | Italia (bandiera) | A     | Carlo Gianelli    |
|    | Italia (bandiera) | A     | Renzo Gobbi       |
|    | Italia (bandiera) |       | Dante Lunati      |
|    | Italia (bandiera) | C     | Giuseppe Maggi    |
|    | Italia (bandiera) | C     | Salvatore Musmeci |
|    | Italia (bandiera) |       | Piero Pazzi       |
|    | Italia (bandiera) | A     | Aldo Perani       |
|    | Italia (bandiera) | D     | Giovanni Renati   |
|    | Italia (bandiera) |       | Angelo Sesia      |